# Piersanti Mattarella
Piersanti Mattarella (Castellammare del Golfo, 24 de mayo de 1935-Palermo, 6 de enero de 1980) fue un político italiano asesinado por la Mafia mientras ocupaba el cargo de presidente del Gobierno Regional de Sicilia.

## Biografía
Mattarella nació en Castellammare del Golfo, en la provincia de Trapani. Era el hijo de Bernardo Mattarella, un miembro del partido político de Italia Democrazia Cristiana; su hermano Sergio Mattarella es el actual presidente de la República Italiana.
Recibió una educación orientada al cristianismo por los jesuitas. En 1960 se convirtió en un líder nacional de la Acción Católica, y, posteriormente, se convirtió en un importante miembro regional de la Democracia Cristiana. Inspirado por las políticas de Giorgio La Pira, se adhirió al acercamiento más progresivo del líder nacional Aldo Moro. En 1967 se convirtió en diputado del Parlamento regional de Sicilia, un cargo que ocupó hasta 1978, cuando fue elegido presidente de Sicilia.
Dos años después, fue asesinado por la mafia en Palermo. Al principio se creyó que su asesinato fue un acto de terrorismo, posteriormente se pensó que probablemente fue motivado por su firme compromiso en contra de la relación de numerosos políticos sicilianos (la mayoría de los miembros de la propia DC) con la mafia. La participación de éste fue confirmada por el renegado de Mafia (pentito) Tommaso Buscetta. Los perpetradores del atentado estaba formado por Nino Madonia, Vincenzo Puccio y Pippo Gambino. En 1995, Toto Riina y toda la Comisión fueron condenados a cadena perpetua por el asesinato de Mattarella.